# Joetsu
Jōetsu (Japans: 上越市, Jōetsu-shi) is een stad in de prefectuur Niigata in Japan. De stad is 973,22 km² groot en heeft 206.175 inwoners (2008).

## Geschiedenis
Jōetsu is ontstaan toen op 29 april 1971 de steden Takada en Naoetsu werden samengevoegd. Bij de gemeentelijke herindeling van 1 januari 2005 gingen de volgende gemeentes en dorpen in Jōetsu op: Maki, Oshima, Uragawara, Yasuzuka, Itakura, Kakizaki, Kiyosato, Kubiki, Nakagou, Ogata, Sanwa,Yoshikawa en Nadachi.
In het gebied dat nu onder Jōetsu valt, lag de oude hoofdstad van de voormalige provincie Echigo. In de Sengoku-periode was het kasteel Kasugayama een belangrijk fort voor daimyo zoals Uesugi Kenshin.

## Verkeer
Jōetsu ligt aan de Hokuriku-autosnelweg en Jōshinetsu-autosnelweg en aan de autowegen 8 (Niigata - Kioto) en 18 (naar Takasaki).
Met de trein is Jōetsu bereikbaar via de Hokuriku-lijn van West Japan Railway Company, de Shinetsu-lijn van East Japan Railway en de Hokuhoku-lijn van Hokuetsu Express . De Hokuriku Shinkansen zal rond 2011 de stad met Tokio verbinden.
De Jōetsu Shinkansen komt, ondanks de naam, niet in Jōetsu.

## Klimaat
Jōetsu is een van de meest sneeuwrijke gebieden in Japan en is recordhouder voor de meeste sneeuwval: 3,77m op 26 februari 1945.

## Partnergemeenten
Jōetsu heeft een stedenband met:
- Pohang (Zuid-Korea)
- Hunchun (Volksrepubliek China)
- Lilienfeld (Oostenrijk)

## Bekende inwoners van Jōetsu
- Uesugi Kenshin (daimyo uit de Sengoku-tijd)
- Maejima Hisoka, een politicus uit de Meiji-periode en grondlegger van het Japanse postbedrijf.
- Watanabe Yōji (architect)